# 印度航空101號班機空難
印度航空101號班機空難是印度航空一班的來回賈特拉帕蒂·希瓦吉國際機場至倫敦希斯洛機場定期航班，1966年1月24日，一架波音707客機墜毀於白朗峰附近，造成117人死亡，其中包括印度核物理学家霍米·贾汗季·巴巴。

## 經過
AI101號班機由孟買起飛，經德里、貝魯特、日內瓦飛往倫敦。事發當天，一架名為“干城章嘉號”的波音707-437執行此班機，由貝魯特飛往日內瓦途中經過白朗峰，隨後獲准下降。機長認為飛機已飛過白朗峰，隨即令飛機下降並飛向白朗峰，最終在法國境內撞上4750米高的山丘墜毀。106名乘客和11名機組人員全部遇難。

## 失事客機資料
失事客機於1961年4月5日首飛，同年5月25日交付給印度航空，失事前累計飛行16188小時。

## 原因
飛行員錯判飛機位置導致了空難的發生。

## 另一起勃朗峰空難
1950年也曾有一架印度航空的客機在勃朗峰墜毀（印度航空245號班機空難），導致48人死亡。

## 近期發現
2012年8月21日，一個重9千克的外交郵袋在勃朗峰一带被法國救援人員發現，該郵袋裝有一些1966年1月中旬的印度報紙和一封致時任印度駐紐約總領事的信件，被認定為印航101空難的遺留物。